# دولدينورن
دولدينورن (بالإنجليزية: Doldenhorn)‏ هو أحد جبال سلسلة جبال الألب البرنية ويقع في كانتون برن في سويسرا. يحتل المرتبة رقم 54 في قائمة جبال سويسرا من حيث الارتفاع، إذ يبلغ ارتفاعه حوالي 3638 متر، بينما يبلغ ارتفاع نتوء الجبل 654 متر، هذا وقد سجل أول وصول لقمة الجبل عام 1862.